# Mexikó az 1960. évi nyári olimpiai játékokon
Mexikó az olaszországi Rómában megrendezett 1960. évi nyári olimpiai játékok egyik részt vevő nemzete volt. Az országot az olimpián 14 sportágban 69 sportoló képviselte, akik összesen 1 érmet szereztek.

## Érmesek
| Érem  | Versenyző    | Sportág | Versenyszám          |
| ----- | ------------ | ------- | -------------------- |
| Bronz | Juan Botella | Műugrás | Férfi egyéni műugrás |

## Atlétika
Férfi
| Versenyző      | Versenyszám    | Előfutam | Előfutam | Negyeddöntő | Negyeddöntő | Elődöntő | Elődöntő | Döntő   | Döntő    |
| Versenyző      | Versenyszám    | Idő      | Hely.    | Idő         | Hely.       | Idő      | Hely.    | Idő     | Helyezés |
| -------------- | -------------- | -------- | -------- | ----------- | ----------- | -------- | -------- | ------- | -------- |
| Santiago Plaza | 100 m          | 10,8     | 3.       | 10,8        | 7.          | kiesett  | kiesett  | kiesett | kiesett  |
| Santiago Plaza | 200 m          | 22,0     | 4.       | kiesett     | kiesett     | kiesett  | kiesett  | kiesett | kiesett  |
| Jorge Terán    | 400 m          | 49,6     | 6.       | kiesett     | kiesett     | kiesett  | kiesett  | kiesett | kiesett  |
| Alfredo Tinoco | 3000 m akadály | 9:38,0   | 10.      |             |             |          |          | kiesett | kiesett  |

| Versenyző      | Versenyszám | Selejtező | Selejtező | Döntő    | Döntő    |
| Versenyző      | Versenyszám | Eredmény  | Helyezés  | Eredmény | Helyezés |
| -------------- | ----------- | --------- | --------- | -------- | -------- |
| Roberto Procel | Távolugrás  | 723 cm    | 24.       | kiesett  | kiesett  |

| Versenyző       | Versenyszám | 100 m | 100 m | Távolugrás | Távolugrás | Súlylökés | Súlylökés | Magasugrás | Magasugrás | 400 m | 400 m | 110 m gát | 110 m gát | Diszkoszvetés | Diszkoszvetés | Rúdugrás | Rúdugrás | Gerelyhajítás | Gerelyhajítás | 1500 m | 1500 m | Végeredmény | Végeredmény |
| Versenyző       | Versenyszám | Idő   | Pont  | Eredmény   | Pont       | Eredmény  | Pont      | Eredmény   | Pont       | Idő   | Pont  | Idő       | Pont      | Eredmény      | Pont          | Eredmény | Pont     | Eredmény      | Pont          | Idő    | Pont   | Pont        | Helyezés    |
| --------------- | ----------- | ----- | ----- | ---------- | ---------- | --------- | --------- | ---------- | ---------- | ----- | ----- | --------- | --------- | ------------- | ------------- | -------- | -------- | ------------- | ------------- | ------ | ------ | ----------- | ----------- |
| Rodolfo Mijares | Tízpróba    | 11,3  | 800   | 620 cm     | 562        | 10,59 m   | 467       | 165 cm     | 605        | 50,5  | 807   | 17,3      | 385       | 37,55 m       | 561           | 340 cm   | 476      | 43,36 m       | 411           | 4:49,3 | 339    | 5413        | 21.         |

## Birkózás
Szabadfogású
| Versenyző       | Versenyszám | 1. forduló                     | 1. forduló | 1. forduló | 2. forduló                             | 2. forduló | 2. forduló | 3. forduló                    | 3. forduló | 3. forduló | 4. forduló        | 4. forduló | 4. forduló | 5. forduló        | 5. forduló | 5. forduló | 6. forduló        | 6. forduló | 6. forduló | Döntő             | Döntő   | Döntő   | Helyezés |
| Versenyző       | Versenyszám | Ellenfél Eredmény              | Pont       | Hely.      | Ellenfél Eredmény                      | Pont       | Hely.      | Ellenfél Eredmény             | Pont       | Hely.      | Ellenfél Eredmény | Pont       | Hely.      | Ellenfél Eredmény | Pont       | Hely.      | Ellenfél Eredmény | Pont       | Hely.      | Ellenfél Eredmény | Pont    | Hely.   | Helyezés |
| --------------- | ----------- | ------------------------------ | ---------- | ---------- | -------------------------------------- | ---------- | ---------- | ----------------------------- | ---------- | ---------- | ----------------- | ---------- | ---------- | ----------------- | ---------- | ---------- | ----------------- | ---------- | ---------- | ----------------- | ------- | ------- | -------- |
| Jorge Rosado    | 52 kg       | Lesław Kropp (POL) · kétvállas | 4          | =12.       | Faiz Khakshar (AFG) · kétvállas        | 4          | =10.       | Gray Simons (USA) · kétvállas | 8          | =11.       | kiesett           | kiesett    | kiesett    | kiesett           | kiesett    | kiesett    | kiesett           | kiesett    | kiesett    | kiesett           | kiesett | kiesett | 12.      |
| Roberto Vallejo | 62 kg       | Kasim Ahmed Sayed (IRQ) · 2-2  | 2          | =13.       | Muhammad Ibrahim Khedri (AFG) · 1-3    | 3          | =6.        | Tamiji Sato (JPN) · kétvállas | 7          | =12.       | kiesett           | kiesett    | kiesett    | kiesett           | kiesett    | kiesett    | kiesett           | kiesett    | kiesett    | kiesett           | kiesett | kiesett | 12.      |
| Mario Tovar     | 67 kg       | Tony Ries Jr. (RSA) · 3-1      | 3          | =13.       | Rafael Durán (VEN) · kétvállas         | 3          | =9.        | Bong Uk-Won (KOR) · 3-1       | 6          | =12.       | kiesett           | kiesett    | kiesett    | kiesett           | kiesett    | kiesett    |                   |            |            | kiesett           | kiesett | kiesett | 12.      |
| Juan Flores     | 73 kg       | Gaetano De Vescovi (ITA) · 3-1 | 3          | =13.       | Coenraad de Villiers (RSA) · kétvállas | 7          | =19.       | kiesett                       | kiesett    | kiesett    | kiesett           | kiesett    | kiesett    | kiesett           | kiesett    | kiesett    |                   |            |            | kiesett           | kiesett | kiesett | 19.      |

## Evezés
| Versenyző                        | Versenyszám              | Előfutam | Előfutam | Vigaszág | Vigaszág | Elődöntő | Elődöntő | Döntő   | Döntő   | Helyezés    |
| Versenyző                        | Versenyszám              | Idő      | Hely.    | Idő      | Hely.    | Idő      | Hely.    | Idő     | Hely.   | Helyezés    |
| -------------------------------- | ------------------------ | -------- | -------- | -------- | -------- | -------- | -------- | ------- | ------- | ----------- |
| Arcadio Padilla Roberto Retolaza | Kormányos nélküli kettes | 7:25,63  | 3.       | 7:21,46  | 1.       | 7:45,55  | 4.       | kiesett | kiesett | helyezetlen |

## Kerékpározás

### Országúti kerékpározás
| Versenyző                                      | Versenyszám     | Idő              | Helyezés      |
| ---------------------------------------------- | --------------- | ---------------- | ------------- |
| Jacinto Brito                                  | Mezőnyverseny   | 4:31:12 (+10:35) | 68.           |
| Mauricio Mata                                  | Mezőnyverseny   | nem ért célba    | nem ért célba |
| Filiberto Mercado                              | Mezőnyverseny   | nem ért célba    | nem ért célba |
| Luis Zárate                                    | Mezőnyverseny   | 4:26:05 (+5:28)  | 61.           |
| Armando Martínez Filiberto Mercado Luis Zárate | Csapat időfutam | 2:31:69,24       | 24.           |

### Pálya-kerékpározás
Sprintverseny
| Versenyző    | Versenyszám  | 1. forduló                                                | 1. forduló | Vigaszág selejtező          | Vigaszág selejtező | Vigaszág döntő                                       | Vigaszág döntő | Nyolcaddöntő           | Nyolcaddöntő | Vigaszág selejtező     | Vigaszág selejtező | Vigaszág döntő       | Vigaszág döntő | Negyeddöntő          | Elődöntő             | Döntő                | Helyezés    |
| Versenyző    | Versenyszám  | Ellenfelek Győztes idő                                    | Hely.      | Ellenfél Győztes idő        | Hely.              | Ellenfelek Győztes idő                               | Hely.          | Ellenfelek Győztes idő | Hely.        | Ellenfelek Győztes idő | Hely.              | Ellenfél Győztes idő | Hely.          | Ellenfél Győztes idő | Ellenfél Győztes idő | Ellenfél Győztes idő | Helyezés    |
| ------------ | ------------ | --------------------------------------------------------- | ---------- | --------------------------- | ------------------ | ---------------------------------------------------- | -------------- | ---------------------- | ------------ | ---------------------- | ------------------ | -------------------- | -------------- | -------------------- | -------------------- | -------------------- | ----------- |
| Luis Muciño  | Férfi egyéni | Kurt Rechsteiner (SUI) · Abdul Razzaq Baloch (PAK) · 11,7 | 2.         | Muhammad Ashiq (PAK) · 12,8 | 1.                 | Imants Bodnieks (URS) · Anésio Argenton (BRA) · 12,5 | 3.             | kiesett                | kiesett      | kiesett                | kiesett            | kiesett              | kiesett        | kiesett              | kiesett              | kiesett              | helyezetlen |
| Cenobio Ruiz | Férfi egyéni | Günter Kaslowski (EUA) · Gilbert De Rieck (BEL) · 12,0    | 3.         | Martin McKay (IRL) · 12,4   | 1.                 | Arie de Graaf (NED) · Gilbert De Rieck (BEL) · 11,8  | 3.             | kiesett                | kiesett      | kiesett                | kiesett            | kiesett              | kiesett        | kiesett              | kiesett              | kiesett              | helyezetlen |

Időfutam
| Versenyző     | Versenyszám  | Idő     | Helyezés |
| ------------- | ------------ | ------- | -------- |
| Mauricio Mata | Férfi egyéni | 1:11,61 | 15.      |

Tandem
| Versenyző                    | Versenyszám     | 1. forduló                                                  | Vigaszág selejtező                                  | Vigaszág döntő       | Negyeddöntő          | Elődöntő             | Döntő                | Helyezés    |
| Versenyző                    | Versenyszám     | Ellenfél Győztes idő                                        | Ellenfél Győztes idő                                | Ellenfél Győztes idő | Ellenfél Győztes idő | Ellenfél Győztes idő | Ellenfél Győztes idő | Helyezés    |
| ---------------------------- | --------------- | ----------------------------------------------------------- | --------------------------------------------------- | -------------------- | -------------------- | -------------------- | -------------------- | ----------- |
| Luis Muciño José Luis Tellez | Férfi kétüléses | Nagy-Britannia (GBR) · David Handley · Eric Thompson · 10,9 | Ausztrália (AUS) · Joey Browne · Geoff Smith · 11,2 | kiesett              | kiesett              | kiesett              | kiesett              | helyezetlen |

Üldözőverseny
| Versenyző                                               | Versenyszám  | Selejtező                                                                              | Selejtező | Selejtező | Negyeddöntő  | Negyeddöntő | Negyeddöntő | Elődöntő     | Elődöntő  | Elődöntő | Döntő        | Döntő     | Helyezés    |
| Versenyző                                               | Versenyszám  | Ellenfél Idő                                                                           | Saját idő | Hely.     | Ellenfél Idő | Saját idő   | Hely.       | Ellenfél Idő | Saját idő | Hely.    | Ellenfél Idő | Saját idő | Helyezés    |
| ------------------------------------------------------- | ------------ | -------------------------------------------------------------------------------------- | --------- | --------- | ------------ | ----------- | ----------- | ------------ | --------- | -------- | ------------ | --------- | ----------- |
| Jacinto Brito Mauricio Mata Miguel Pérez Javier Taboada | Férfi csapat | Ausztria (AUT) · Peter Deimböck · Kurt Garschal · Günther Kriz · Kurt Schein · 4:47,70 | 4:52,55   | 2.        | kiesett      | kiesett     | kiesett     | kiesett      | kiesett   | kiesett  | kiesett      | kiesett   | helyezetlen |

## Kosárlabda
| Mexikói férfi kosárlabdacsapat-játékoskeret                                                          | Mexikói férfi kosárlabdacsapat-játékoskeret                                                               |
| --- | --- |
| - Héctor Aizpuro - Alberto Almanza - Eulalio Avila - Gayle Bluth - Ignacio Chavira - Armando Herrera | - César Herrera - José María Lozano - Guillermo Torres - Urbano Zea - Guillermo Wagner - Carlos Quintanar |

### Eredmények
Csoportkör
C csoport
| Csapat            | M | Gy | V | P+  | P–  | Pk  |
| ----------------- | - | -- | - | --- | --- | --- |
| Brazília (BRA)    | 3 | 3  | 0 | 213 | 198 | +15 |
| Szovjetunió (URS) | 3 | 2  | 1 | 220 | 170 | +50 |
| Mexikó (MEX)      | 3 | 1  | 2 | 189 | 210 | –21 |
| Puerto Rico (PUR) | 3 | 0  | 3 | 199 | 243 | –44 |

| 1960. augusztus 26. 10:30 | Szovjetunió (URS) | 66 – 49 | Mexikó (MEX) |  |
| 1960. augusztus 26. 10:30 | (28 – 17)         |         |              |  |

| 1960. augusztus 27. 14:30 | Mexikó (MEX) | 68 – 64 | Puerto Rico (PUR) |  |
| 1960. augusztus 27. 14:30 | (34 – 26)    |         |                   |  |

| 1960. augusztus 29. 21:30 | Brazília (BRA) | 80 – 72 | Mexikó (MEX) |  |
| 1960. augusztus 29. 21:30 | (28 – 32)      |         |              |  |

A 9–15. helyért
H csoport
| Csapat              | M | Gy | V | P+  | P–  | Pk  |
| ------------------- | - | -- | - | --- | --- | --- |
| Franciaország (FRA) | 3 | 3  | 0 | 270 | 173 | +97 |
| Mexikó (MEX)        | 3 | 2  | 1 | 218 | 214 | +4  |
| Spanyolország (ESP) | 3 | 1  | 2 | 180 | 222 | –42 |
| Japán (JPN)         | 3 | 0  | 3 | 184 | 243 | –59 |

| 1960. szeptember 1. 9:00 | Mexikó (MEX) | 80 – 66 | Spanyolország (ESP) |  |
| 1960. szeptember 1. 9:00 | (31 – 32)    |         |                     |  |

| 1960. szeptember 2. 14:30 | Mexikó (MEX) | 76 – 57 | Japán (JPN) |  |
| 1960. szeptember 2. 14:30 | (34 – 30)    |         |             |  |

| 1960. szeptember 3. 10:00 | Franciaország (FRA) | 91 – 62 | Mexikó (MEX) |  |
| 1960. szeptember 3. 10:00 | (41 – 33)           |         |              |  |

A 9–12. helyért
| 1960. szeptember 8. 10:00 | Mexikó (MEX) | 69 – 57 | Magyarország (HUN) |  |
| 1960. szeptember 8. 10:00 | (39 – 28)    |         |                    |  |

| 1960. szeptember 10. 10:00 | Fülöp-szigetek (PHI) | 65 – 64 | Mexikó (MEX) |  |
| 1960. szeptember 10. 10:00 | (37 – 31)            |         |              |  |

A táblázat tartalmazza a 9–15. helyért lejátszott Franciaország – Mexikó 91–62-es eredményt.
| Csapat               | M | Gy | V | P+  | P–  | Pk  |
| -------------------- | - | -- | - | --- | --- | --- |
| Magyarország (HUN)   | 3 | 2  | 1 | 212 | 209 | +3  |
| Franciaország (FRA)  | 3 | 2  | 1 | 283 | 211 | +72 |
| Fülöp-szigetek (PHI) | 3 | 1  | 2 | 210 | 267 | –57 |
| Mexikó (MEX)         | 3 | 1  | 2 | 195 | 213 | –18 |

| Csapat       | Helyezés |
| ------------ | -------- |
| Mexikó (MEX) | 12.      |

## Műugrás
Férfi
| Versenyző        | Versenyszám        | Selejtező | Selejtező | Elődöntő | Elődöntő | Elődöntő | Döntő   | Döntő   | Döntő    |
| Versenyző        | Versenyszám        | Pont      | Helyezés  | Pont     | Össz.    | Helyezés | Pont    | Össz.   | Helyezés |
| ---------------- | ------------------ | --------- | --------- | -------- | -------- | -------- | ------- | ------- | -------- |
| Juan Botella     | Egyéni műugrás     | 60,66     | 3.        | 46,30    | 106,96   | 3.       | 55,34   | 162,30  |          |
| Álvaro Gaxiola   | Egyéni műugrás     | 54,89     | 6.        | 39,78    | 94,67    | 6.       | 55,75   | 150,42  | 4.       |
| Álvaro Gaxiola   | Egyéni toronyugrás | 49,30     | 20.       | kiesett  | kiesett  | kiesett  | kiesett | kiesett | kiesett  |
| Roberto Madrigal | Egyéni toronyugrás | 52,03     | 10.       | 43,85    | 95,88    | 6.       | 56,98   | 152,86  | 4.       |

Női
| María Teresa Adames | Egyéni műugrás     | 42,00 | 17. | kiesett | kiesett | kiesett | kiesett | kiesett | kiesett |         |         |         |
| María Teresa Adames | Egyéni toronyugrás | 49,54 | 13. |         |         |         | kiesett | kiesett | kiesett | kiesett | kiesett | kiesett |

## Ökölvívás
| Versenyző           | Versenyszám  | Selejtező         | 32-es főtábla             | Nyolcaddöntő               | Negyeddöntő       | Elődöntő          | Döntő             | Helyezés |
| Versenyző           | Versenyszám  | Ellenfél Eredmény | Ellenfél Eredmény         | Ellenfél Eredmény          | Ellenfél Eredmény | Ellenfél Eredmény | Ellenfél Eredmény | Helyezés |
| ------------------- | ------------ | ----------------- | ------------------------- | -------------------------- | ----------------- | ----------------- | ----------------- | -------- |
| Vicente Saldívar    | Pehelysúly   |                   | Ernst Chervet (SUI) · 2-3 | kiesett                    | kiesett           | kiesett           | kiesett           | 17.      |
| Adalberto Hernández | Könnyűsúly   | erőnyerő          | Ghulam Sarwar (PAK) · 4-1 | Salah Shokweir (RAU) · 2-3 | kiesett           | kiesett           | kiesett           | 9.       |
| Rogelio Reyes       | Kisváltósúly | erőnyerő          | Luis Aranda (ARG) · 1-4   | kiesett                    | kiesett           | kiesett           | kiesett           | 17.      |

## Öttusa
| Versenyző                                 | Versenyszám | Lovaglás | Lovaglás | Lovaglás | Lovaglás | Vívás    | Vívás | Vívás | Lövészet | Lövészet | Lövészet | Úszás  | Úszás | Úszás | Futás   | Futás | Futás | Összesen    | Összesen |
| Versenyző                                 | Versenyszám | Idő      | Bünt.    | Pont     | Hely.    | Eredmény | Pont  | Hely. | Pontszám | Pont     | Hely.    | Idő    | Pont  | Hely. | Idő     | Pont  | Hely. | Összes pont | Helyezés |
| ----------------------------------------- | ----------- | -------- | -------- | -------- | -------- | -------- | ----- | ----- | -------- | -------- | -------- | ------ | ----- | ----- | ------- | ----- | ----- | ----------- | -------- |
| Antonio Almada                            | Egyéni      | 8:17,0   | 0        | 1129     | 8.       | 40–17    | 931   | 4.    | 187      | 840      | 17.      | 4:05,3 | 975   | 8.    | 16:43,0 | 691   | 52.   | 4566        | 17.      |
| Sergio Escobedo                           | Egyéni      | 7:41,0   | 0        | 1237     | 1.       | 34–23    | 793   | 12.   | 195      | 1000     | 1.       | 5:02,0 | 690   | 49.   | 16:26,0 | 742   | 48.   | 4462        | 22.      |
| José Pérez                                | Egyéni      | 8:31,0   | 60       | 1027     | 26.      | 22–35    | 517   | 43.   | 180      | 700      | 39.      | 4:08,0 | 960   | 12.   | 16:50,0 | 670   | 53.   | 3874        | 43.      |
| Antonio Almada Sergio Escobedo José Pérez | Csapat      |          |          | 3393     | 1.       |          | 2184  | 6.    |          | 2540     | 4.       |        | 2625  | 9.    |         | 2103  | 16.   | 12845       | 8.       |

## Sportlövészet
Férfi
| Versenyző               | Versenyszám          | Selejtező | Selejtező | Selejtező | Döntő   | Döntő    |
| Versenyző               | Versenyszám          | Csoport   | Pont      | Helyezés  | Pont    | Helyezés |
| ----------------------- | -------------------- | --------- | --------- | --------- | ------- | -------- |
| Héctor Elizondo         | Gyorstüzelő pisztoly |           |           |           | 570     | 28.      |
| Luis Jiménez            | Gyorstüzelő pisztoly |           |           |           | 576     | 19.      |
| Raúl Ibarra             | Szabadpisztoly       | A         | 334       | 25.       | 522     | 38.      |
| Ignacio Mendoza         | Szabadpisztoly       | B         | 340       | 21.       | 520     | 41.      |
| Paulino Díaz            | Sportpuska, fekvő    | B         | 380       | 27.       | 570     | 45.      |
| Ernesto Montemayor, Jr. | Sportpuska, fekvő    | A         | 377       | 33.       | kiesett | =64.     |

## Súlyemelés
| Versenyző    | Versenyszám | Nyomás   | Nyomás   | Szakítás | Szakítás | Lökés    | Lökés    | Összesen | Helyezés |
| Versenyző    | Versenyszám | Eredmény | Helyezés | Eredmény | Helyezés | Eredmény | Helyezés | Összesen | Helyezés |
| ------------ | ----------- | -------- | -------- | -------- | -------- | -------- | -------- | -------- | -------- |
| Mauro Alanís | 60 kg       | 85,0     | 23.      | 90,0     | =17.     | 122,5    | 13.      | 297,5    | 15.      |

## Torna
Férfi
| Versenyző      | Versenyszám      | Selejtező | Selejtező | Döntő    | Döntő    |
| Versenyző      | Versenyszám      | Pontszám  | Helyezés  | Pontszám | Helyezés |
| -------------- | ---------------- | --------- | --------- | -------- | -------- |
| Armando Valles | Talaj            | 16,10     | 120.      | kiesett  | kiesett  |
| Armando Valles | Ugrás            | 15,55     | 121.      | kiesett  | kiesett  |
| Armando Valles | Korlát           | 15,05     | 119.      | kiesett  | kiesett  |
| Armando Valles | Nyújtó           | 11,80     | 121.      | kiesett  | kiesett  |
| Armando Valles | Gyűrű            | 16,80     | =107.     | kiesett  | kiesett  |
| Armando Valles | Lólengés         | 16,75     | =92.      | kiesett  | kiesett  |
| Armando Valles | Egyéni összetett |           |           | 92,05    | 118.     |

## Úszás
Férfi
| Versenyző                                                        | Versenyszám            | Előfutam | Előfutam | Előfutam | Elődöntő | Elődöntő | Elődöntő | Döntő   | Döntő    |
| Versenyző                                                        | Versenyszám            | Idő      | Hely.    | Össz.    | Idő      | Hely.    | Össz.    | Idő     | Helyezés |
| ---------------------------------------------------------------- | ---------------------- | -------- | -------- | -------- | -------- | -------- | -------- | ------- | -------- |
| Jorge Escalante                                                  | 100 m gyors            | 57,6     | 4.       | 17.      | 59,0     | 8.       | 24.      | kiesett | kiesett  |
| Raúl Guzmán                                                      | 400 m gyors            | 4:42,2   | 6.       | 26.      |          |          |          | kiesett | kiesett  |
| Mauricio Ocampo                                                  | 400 m gyors            | 4:35,3   | 2.       | 13.      |          |          |          | kiesett | kiesett  |
| Mauricio Ocampo                                                  | 1500 m gyors           | 18:29,0  | 5.       | 13.      |          |          |          | kiesett | kiesett  |
| Alfredo Guzmán                                                   | 1500 m gyors           | 19:11,1  | 5.       | 21.      |          |          |          | kiesett | kiesett  |
| Alejandro Gaxiola                                                | 100 m hát              | 1:05,9   | 5.       | 20.**    | kiesett  | kiesett  | kiesett  | kiesett | kiesett  |
| Enrique Rabell                                                   | 100 m hát              | 1:08,0   | 6.       | 29.      | kiesett  | kiesett  | kiesett  | kiesett | kiesett  |
| Eulalio Ríos Alemán                                              | 200 m pillangó         | 2:22,0   | 3.       | 9.       | 2:24,2   | 5.       | 10.      | kiesett | kiesett  |
| Raúl Guzmán Alfredo Guzmán Jorge Escalante Mauricio Ocampo       | 4 × 200 m gyorsváltó   | 8:50,4   | 8.       | 14.      |          |          |          | kiesett | kiesett  |
| Alejandro Gaxiola Enrique Rabell Mauricio Ocampo Jorge Escalante | 4 × 100 m vegyes váltó | 4:23,1   | 4.       | 12.      |          |          |          | kiesett | kiesett  |

Női
| Versenyző                                                      | Versenyszám          | Előfutam | Előfutam | Előfutam | Elődöntő | Elődöntő | Elődöntő | Döntő   | Döntő    |
| Versenyző                                                      | Versenyszám          | Idő      | Hely.    | Össz.    | Idő      | Hely.    | Össz.    | Idő     | Helyezés |
| -------------------------------------------------------------- | -------------------- | -------- | -------- | -------- | -------- | -------- | -------- | ------- | -------- |
| Blanca Barrón                                                  | 100 m gyors          | 1:07,9   | 6.       | 26.      | kiesett  | kiesett  | kiesett  | kiesett | kiesett  |
| Blanca Barrón                                                  | 400 m gyors          | 5:26,4   | 7.       | 20.      |          |          |          | kiesett | kiesett  |
| María Luisa Souza                                              | 400 m gyors          | 5:21,3   | 6.       | 17.      |          |          |          | kiesett | kiesett  |
| María Luisa Souza                                              | 100 m gyors          | 1:08,4   | 6.       | 28.      | kiesett  | kiesett  | kiesett  | kiesett | kiesett  |
| Silvia Belmar                                                  | 100 m pillangó       | 1:16,5   | 5.       | 17.      |          |          |          | kiesett | kiesett  |
| Eulalia Martínez                                               | 100 m pillangó       | 1:17,9   | 5.       | 19.      |          |          |          | kiesett | kiesett  |
| Eulalia Martínez Silvia Belmar Blanca Barrón María Luisa Souza | 4 × 100 m gyorsváltó | 4:43,1   | 6.       | 11.      |          |          |          | kiesett | kiesett  |

* - két másik versenyzővel azonos időt ért el

## Vitorlázás
Nyílt
| Versenyző                          | Versenyszám | Futam | Futam | Futam | Futam | Futam | Futam | Futam | Pontszám | Helyezés |
| Versenyző                          | Versenyszám | 1     | 2     | 3     | 4     | 5     | 6     | 7     | Pontszám | Helyezés |
| ---------------------------------- | ----------- | ----- | ----- | ----- | ----- | ----- | ----- | ----- | -------- | -------- |
| Carlos Braniff Mauricio de la Lama | Csillaghajó | 237   | 286   | 237   | (174) | 286   | 437   | 402   | 1885     | 16.      |

## Vívás
Férfi
| Versenyző                                                           | Versenyszám       | Csoportkör | Csoportkör        | Csoportkör | Csoportkör | Csoportkör        | Csoportkör  | Csoportkör        | Csoportkör | Csoportkör        | Csoportkör | Helyezés    |
| Versenyző                                                           | Versenyszám       | 1. kör | 1. kör            | 2. kör | 2. kör     | Negyeddöntő       | Negyeddöntő | Elődöntő          | Elődöntő   | Döntő             | Döntő      | Helyezés    |
| Versenyző                                                           | Versenyszám       | Ellenfél Eredmény | Hely.             | Ellenfél Eredmény | Hely.      | Ellenfél Eredmény | Hely.       | Ellenfél Eredmény | Hely.      | Ellenfél Eredmény | Hely.      | Helyezés    |
| ------------------------------------------------------------------- | ----------------- | --- | ----------------- | --- | ---------- | ----------------- | ----------- | ----------------- | ---------- | ----------------- | ---------- | ----------- |
| Raúl Cicero                                                         | Tőr, egyéni       | 11. csoport · Manuel Borrego (POR) · 5-4 · Mohamed Gamil El-Kalyoubi (RAU) · 5-2 · Tabucsi Kazuhiko (JPN) · 5-3 · Jean-Claude Magnan (FRA) · 2-5 · Jurij Sziszikin (URS) · nem vívtak · Ivan Lund (AUS) · nem vívtak                           | 3.                | 3. csoport · Eberhard Mehl (EUA) · 0-5 · Viktor Zsdanovics (URS) · 1-5 · Fülöp Mihály (HUN) · 3-5 · André Verhalle (BEL) · 2-5 · Joseph Paletta Jr. (USA) · nem vívtak | 6.         | kiesett           | kiesett     | kiesett           | kiesett    | kiesett           | kiesett    | helyezetlen |
| William Fajardo                                                     | Tőr, egyéni       | 6. csoport · Henri Bini (MON) · 5-3 · Bill Hoskyns (GBR) · 3-5 · Fülöp Mihály (HUN) · 1-5 · Joaquín Moya (ESP) · 4-5 · Hans Lagerwall (SWE) · 0-5 · Raoul Barouch (TUN) · 3-5                                                                  | 5.                | kiesett | kiesett    | kiesett           | kiesett     | kiesett           | kiesett    | kiesett           | kiesett    | helyezetlen |
| William Fajardo                                                     | Kard, egyéni      | 5. csoport · Juan Larrea (ARG) · 5-2 · Jaime Duque (COL) · 5-3 · Jakov Rilszkij (URS) · 0-5 · Ladislau Rohony (ROU) · 0-5 · Alexander Leckie (GBR) · 2-5                                                                                       | 5.                | kiesett | kiesett    | kiesett           | kiesett     | kiesett           | kiesett    | kiesett           | kiesett    | helyezetlen |
| Benito Ramos                                                        | Kard, egyéni      | 4. csoport · Josef Wanetschek (AUT) · 5-3 · Luis García (VEN) · 5-2 · Jerzy Pawłowski (POL) · 2-5 · José Van Baelen (BEL) · 2-5 · César de Diego (ESP) · 4-5 · Rájátszás: · Josef Wanetschek (AUT) · 3-5 · César de Diego (ESP) · nem vívtak   | 4. Rájátszás: =2. | kiesett | kiesett    | kiesett           | kiesett     | kiesett           | kiesett    | kiesett           | kiesett    | helyezetlen |
| Benito Ramos                                                        | Párbajtőr, egyéni | 4. csoport · Manuel Martínez (ESP) · 5-3 · Kausz István (HUN) · 2-5 · Giovanni Battista Breda (ITA) · 0-5 · John Pelling (GBR) · 2-5 · Michel Saykali (LIB) · nem vívtak                                                                       | 5.                | kiesett | kiesett    | kiesett           | kiesett     | kiesett           | kiesett    | kiesett           | kiesett    | helyezetlen |
| Antonio Almada                                                      | Párbajtőr, egyéni | 12. csoport · Gábor Tamás (HUN) · 5-2 · Keith Hackshall (AUS) · 5-4 · Thomas Kearney (IRL) · 5-1 · Armand Mouyal (FRA) · 5-6 · Göran Abrahamsson (SWE) · 4-5 · René Van Den Driessche (BEL) · 2-5 · Rájátszás: · Göran Abrahamsson (SWE) · 3-5 | 4.                | kiesett | kiesett    | kiesett           | kiesett     | kiesett           | kiesett    | kiesett           | kiesett    | helyezetlen |
| Ángel Roldán                                                        | Párbajtőr, egyéni | 9. csoport · Jesús Díez (ESP) · 5-4 · Alberto Balestrini (ARG) · 4-5 · Guram Kosztava (URS) · 2-5 · Rolf Wiik (FIN) · 3-5 · Andreas Soeratman (INA) · 2-5 · Mohamed Ramadan (LIB) · nem vívtak                                                 | 5.                | kiesett | kiesett    | kiesett           | kiesett     | kiesett           | kiesett    | kiesett           | kiesett    | helyezetlen |
| Antonio Almada Sergio Escobedo José Pérez Benito Ramos Ángel Roldán | Párbajtőr, csapat | 2. csoport · Magyarország (HUN) · 2-14 · Japán (JPN) · 7-9 | 3.                | kiesett |            | kiesett           |             | kiesett           |            | kiesett           |            | helyezetlen |

Női
| Versenyző    | Versenyszám | Csoportkör | Csoportkör       | Csoportkör | Csoportkör  | Csoportkör | Csoportkör | Csoportkör | Csoportkör | Helyezés |
| Versenyző    | Versenyszám | 1. kör | 1. kör           | Negyeddöntő | Negyeddöntő | Elődöntő | Elődöntő   | Döntő | Döntő      | Helyezés |
| Versenyző    | Versenyszám | Ellenfél Eredmény | Hely.            | Ellenfél Eredmény | Hely.       | Ellenfél Eredmény | Hely.      | Ellenfél Eredmény | Hely.      | Helyezés |
| ------------ | ----------- | --- | ---------------- | --- | ----------- | --- | ---------- | --- | ---------- | -------- |
| Pilar Roldán | Tőr, egyéni | 5. csoport · Ecaterina Orb-Lazăr (ROU) · 4-2 · Shirley Armstrong (IRL) · 4-0 · Pilar Tosat (ESP) · 4-2 · Valentyina Rasztvorova (URS) · 2-4 · Evelyn Terhune (USA) · 3-4 · Rájátszás: · Evelyn Terhune (USA) · 4-1 · Ecaterina Orb-Lazăr (ROU) · 2-4 | 3. Rájátszás: 2. | 2. csoport · Helga Mees (EUA) · 4-2 · Maria Grötzer (AUT) · 4-0 · Bruna Colombetti (ITA) · 4-2 · Monique Leroux (FRA) · 4-2 · Szabó Orbán Olga (ROU) · 0-4 · Galina Gorohova (URS) · 2-4 | 2.          | 2. csoport · Traudl Ebert (AUT) · 4-2 · Maria Vicol (ROU) · 4-1 · Catherine Delbarre (FRA) · 4-3 · Rejtő Ildikó (HUN) · 4-2 · Galina Gorohova (URS) · 0-4 | 2.         | Döntő csoport · Szabó Orbán Olga (ROU) · 4-2 · Traudl Ebert (AUT) · 4-3 · Heidi Schmid (EUA) · 1-4 · Valentyina Rasztvorova (URS) · 0-4 · Maria Vicol (ROU) · 2-4 · Galina Gorohova (URS) · 2-4 · Elżbieta Pawlas (POL) · 0-4 | 7.         | 7.       |